# North Wood
North Wood is een voormalig civil parish  in het bestuurlijke gebied Braintree, in het Engelse graafschap Essex.  In 1870-72 telde de parish 12 inwoners. In 1938 werd de civil parish overgeheveld van Suffolk naar Essex en op 1 april 1946 werd ze opgeheven en verdeeld tussen Little Yeldham en Tilbury Juxta Clare.